# Саут-Сан-Гебріел (Каліфорнія)
Саут-Сан-Гебріел (англ. South San Gabriel) — переписна місцевість (CDP) в США, в окрузі Лос-Анджелес штату Каліфорнія. Населення — 7920 осіб (2020).

## Географія
Саут-Сан-Гебріел розташований за координатами 34°2′56″ пн. ш. 118°5′48″ зх. д. / 34.04889° пн. ш. 118.09667° зх. д. (34.048896, -118.096614).  За даними Бюро перепису населення США в 2010 році переписна місцевість мала площу 2,16 км², з яких 2,16 км² — суходіл та 0,00 км² — водойми.

## Демографія
Згідно з переписом 2010 року, у переписній місцевості мешкало 8070 осіб у 2249 домогосподарствах у складі 1853 родин. Густота населення становила 3739 осіб/км².  Було 2353 помешкання (1090/км²).
Расовий склад населення:
| - 49,4 % — азіатів - 27,2 % — білих - 1,0 % — чорних або афроамериканців - 0,7 % — корінних американців - 17,7 % — осіб інших рас |

До двох чи більше рас належало 3,9 %. Частка іспаномовних становила 42,7 % від усіх жителів.
За віковим діапазоном населення розподілялося таким чином: 20,4 % — особи молодші 18 років, 62,8 % — особи у віці 18—64 років, 16,8 % — особи у віці 65 років та старші. Медіана віку мешканця становила 40,5 року. На 100 осіб жіночої статі у переписній місцевості припадало 92,9 чоловіків;  на 100 жінок у віці від 18 років та старших — 90,0 чоловіків також старших 18 років.
Середній дохід на одне домашнє господарство  становив 76 414 долари США (медіана — 64 474), а середній дохід на одну сім'ю — 79 917 доларів (медіана — 66 333). Медіана доходів становила 37 148 доларів для чоловіків та 36 795 доларів для жінок. За межею бідності перебувало 13,1 % осіб, у тому числі 15,2 % дітей у віці до 18 років та 12,3 % осіб у віці 65 років та старших.
Цивільне працевлаштоване населення становило 3674 особи. Основні галузі зайнятості: освіта, охорона здоров'я та соціальна допомога — 21,9 %, роздрібна торгівля — 10,3 %, будівництво — 10,1 %.